# Christian Cabrol
Christian Cabrol (16. září 1925 Chézy-sur-Marne – 16. června 2017 Paříž) byl francouzský kardiochirurg a politik.

## Život
27. dubna 1968 uskutečnil první transplantaci srdce v Evropě, roku 1986 provedl první transplantaci umělého srdce ve Francii.
Svůj mimořádný kredit ve francouzském kulturním okruhu (jehož důkazem je 37. místo v anketě Největší Francouz z roku 2005) využil i v politice, v Chirakově gaullistické Rassemblement pour la République (posléze přejmenované na Union pour un mouvement populaire), za niž byl v letech 1994-1999 poslancem europarlamentu. Předtím působil jako radní 13. a 16. pařížského obvodu (arrondissementu).
Byl komandérem Řádu čestné legie a důstojníkem Národního řádu za zásluhy. Zemřel ve věku 91 let v Paříži.